# Схізосахароміцети
Схізосахароміцети (Schizosaccharomycetes ) — клас грибів із підвідділу тафріномікотинові (Taphrinomycotina), відділу аскомікоти (Ascomycota), що включає порядок схізосахароміцетальні (Schizosaccharomycetales), роди схізосахароміцес (Schizosaccharomyces Lindner), октоспороміцес (Octosporomyces Kudryavtsev), п'ять видів.

## Морфологія вегетативного тіла
- Вегетативні  стадії життєвого циклу цих грибів — окремі клітини, що розмножуються поділом.

## Розмноження
- Статевий процес  відбувається як копуляція соматичних клітин із подальшою плазмогамією та каріогамією, наслідком чого є утворення диплоїдної стадії — зиготи. Після мейотичного поділу ядра із зиготи формується аск із аскоспорами, аскоспори проростають у соматичні клітини.

## Поширення і роль
Вид Schizosaccharomyces pombe Lindner, якого широко використовують як модельний організм, знаходять переважно в алкогольних напоях. Це один із видів, що відіграє важливу роль у бродінні чайного гриба. П. Лінднер (Paul Lindner) першим описав цей вид у 1893 р., коли група лабораторії Асоціації пивоварів у Німеччині досліджувала осад від виготовлення просяного пива, імпортованого зі Сх. Африки, що мало сумнівний кислий смак. За назву він вибрав слово «пиво» мовою суахілі, pombe. Цей гриб був ідентифікований як дріжджі, що діляться (на відміну від брунькування більшості інших дріжджів, зокрема хлібних дріжджів Saccharomyces cerevisiae Meyen ex E.C. Hansen).